# 郷富佐子
郷 富佐子（ごう ふさこ 1966年 - ）は、日本のジャーナリスト。朝日新聞社論説委員。

## 人物
東京都生まれ。高校時代をイタリア、大学時代をイギリスで過ごす。ユナイテッド・ワールド・カレッジ・オブ・ジ・アドリアティックを経て、ロンドン大学東洋アフリカ研究学院（SOAS）法律・社会学部政治・経済学科を卒業後、朝日新聞社に入社。
仙台支局、横浜支局、名古屋社会部、東京社会部等を経て東京本社編集局国際報道部外交・国際グループ次長。海外特派員としてマニラ支局長、ローマ支局長、ジャカルタ支局長、シドニー支局長。2017年に帰国し、論説委員。2022年から女性初の天声人語を担当。

## 著書
- 「バチカン―ローマ法王庁は、いま」（岩波新書）、2007年10月